# جون بي ريس
جون بي ريس (بالإنجليزية: John P. Reese) هو كاتب أمريكي، ولد في 1 يوليو 1953.